# Blacus comatus
Blacus comatus är en stekelart som beskrevs av Van Achterberg 1988. Blacus comatus ingår i släktet Blacus och familjen bracksteklar. Inga underarter finns listade.